# ألبرت ماك
ألبرت ماك (بالإنجليزية: Ebenezer Mack)‏ هو صحفي ومُحرِّر وسياسي أمريكي، ولد في 9 مايو 1791، وتوفي في 19 يوليو 1849. حزبياً، نشط في الحزب الديمقراطي. وقد انتخب عضو جمعية ولاية نيويورك وانتخب عضو مجلس ولاية نيويورك.